# Cibakháza
Cibakháza nagyközség Jász-Nagykun-Szolnok vármegyében, a Kunszentmártoni járásban.

## Fekvése
A megyeszékhely Szolnoktól délre a Tisza folyó bal partján, a vármegye délnyugati részén a Tiszazug kistérségében fekszik. A Tisza szabályozása óta az élő folyó távolabb került tőle, határában található viszont a magyarországi folyószakasz egyik leghosszabb Tisza-holtága, a Cibakházi Holt-Tisza.

### Megközelítése
A településen keresztülhúzódik a Martfű és Cserkeszőlő között vezető 4633-as út (a 442-es főút régi nyomvonala). Miután a főutat másik, keletebbi nyomvonalra helyezték át, a településen áthaladó forgalom jelentősen lecsökkent.
A távolsági autóbusz-forgalomba megfelelően be van kapcsolva a település. Az autóbuszok a (Kunszentmárton)-Cibakháza-Tiszaföldvár-Martfű-Szolnok útirányon közlekednek leginkább.

## Története
Első okleveles említése csak 1465-ből való, de a forrásokból következtetni lehet, hogy már az Árpád-korban lakott hely volt. A XVI. század elejétől mezővárosként emlegetett Cibakháza a török hódoltság alatt elpusztult, újjátelepítése 1717 után indult meg, mint a Tiszazug legjelentősebb katolikus települése, a környék egyházi központjává vált.
A korábbi mezővárosi rangját 1832-ben szerezte vissza a fontos tiszai átkelő- és vámszedőhely. Az 1848–49-es szabadságharc alatt többször kiemelt stratégiai szerepet játszott: 1849 januárjában Perczel, átkelve a Tiszán, megállította Windischgraetz seregét, februárban a honvédsereg innen támadta meg Nagykőrös környékén lévő osztrákokat, március 5-én Damjanich itt átkelve került az ellenség hátába.
A XIX. századi tiszai szabályozás után átkelőhelyét elvesztette, ugyanis a kanyarulatok levágásával messzire került a folyó. Az elszegényedő település városi rangját is elvesztette.

## Közélete

### Polgármesterei
- 1990–1994: Dr. Őze Sándor (SZDSZ-KDNP)[4]
- 1994–1998: Dr. Őze Sándor (független)[5]
- 1998–2002: Ráczkevi Lajosné (független)[6]
- 2002–2006: Dr. Őze Sándor (független)[7]
- 2006–2010: Hegyes Zoltán (MSZP)[8]
- 2010–2014: Hegyes Zoltán (független)[9]
- 2014–2019: Hegyes Zoltán (független)[10]
- 2019–2024: Hegyes Zoltán (független)[11]
- 2024– : Hegyes Zoltán (független)[1]

A településen a 2002. október 20-án megtartott önkormányzati választás érdekessége volt, hogy az országos átlagot jóval meghaladó számú, összesen 7 polgármesterjelölt indult. Ilyen nagy számú jelöltre abban az évben az egész országban csak 24 település lakói szavazhattak, ennél több (8 vagy 10) aspiránsra pedig csak hét másik településen volt példa.

## Népesség
A település népességének változása:
| Lakosok száma | 4253 | 4188 | 3918 | 3667 | 3615 | 3578 | 3564 |
|               | 2013 | 2014 | 2017 | 2021 | 2022 | 2023 | 2024 |

2009-ben a település lakosságának 99,98%-a magyar, 0,02%-a cigány nemzetiségűnek vallotta magát.
A 2011-es népszámlálás során a lakosok 85,8%-a magyarnak, 6% cigánynak, 0,3% németnek, 0,3% románnak mondta magát (14,1% nem nyilatkozott; a kettős identitások miatt a végösszeg nagyobb lehet 100%-nál). A vallási megoszlás a következő volt: római katolikus 39,4%, református 6,2%, evangélikus 0,4%, görögkatolikus 0,3%, felekezeten kívüli 31,8% (21% nem nyilatkozott).
2022-ben a lakosság 91,4%-a vallotta magát magyarnak, 2,8% cigánynak, 0,2% németnek, 0,1-0,1% görögnek, szlovénnek, szerbnek, örménynek és románnak, 1,2% egyéb, nem hazai nemzetiségűnek (8,6% nem nyilatkozott; a kettős identitások miatt a végösszeg nagyobb lehet 100%-nál). Vallásuk szerint 23,5% volt római katolikus, 4% református, 0,4% görög katolikus, 0,2% evangélikus, 1,1% egyéb keresztény, 1,4% egyéb katolikus, 28,2% felekezeten kívüli (41,2% nem válaszolt).

## Nevezetességei
- a Tisza szabályozása után megmaradt Cibaki Holtág (16,7 km hosszúságban) a nagyközség alatt
- XVIII. században épült műemlék jellegű templom
- Kossuth – Damjanich emléktábla
- Az 1849-es cibakházai csata során a magyar honvédség által készített hatszögletű sánc a Tisza gátja közelében az ártéri réten található, közelében a gáton kívül egy másik sáncrészlet maradványa. Hadtörténeti emlékhely.
- turul emlékmű

## Itt születtek, itt éltek
- Simonyi János (1784. december 13. – 1853. augusztus 30.) Kecskeméten városi tanácsnok, országgyűlési képviselő. Részt vett a szabadságharcban, ezért halálra ítélték, de egy véletlen folytán megmenekült. Cibakházára vonult vissza, itt halt meg.- Az ő fia Simonyi Antal, a tehetséges festő és fényképész, aki az 1855-ös Párizsi Világkiállításon aranydíjat kapott.
- Kövér János (1895–1960) földbirtokos, országgyűlési képviselő a településen született (más adat szerint Martfűn).
- Dékány Kálmán (1921–1999) író, a településen született.
- Fekete András magyar színész, itt született, 1930. október 7-én.
- Fekete Gizi Jászai Mari-díjas magyar színésznő, a Szegedi Nemzeti Színház Örökös Tagja, itt született, 1949. szeptember 29-én.
- Halász János magyar politikus, 2010–13 között az Emberi Erőforrások Minisztériumának parlamenti államtitkára,  itt született 1963. május 11-én

## Képgaléria

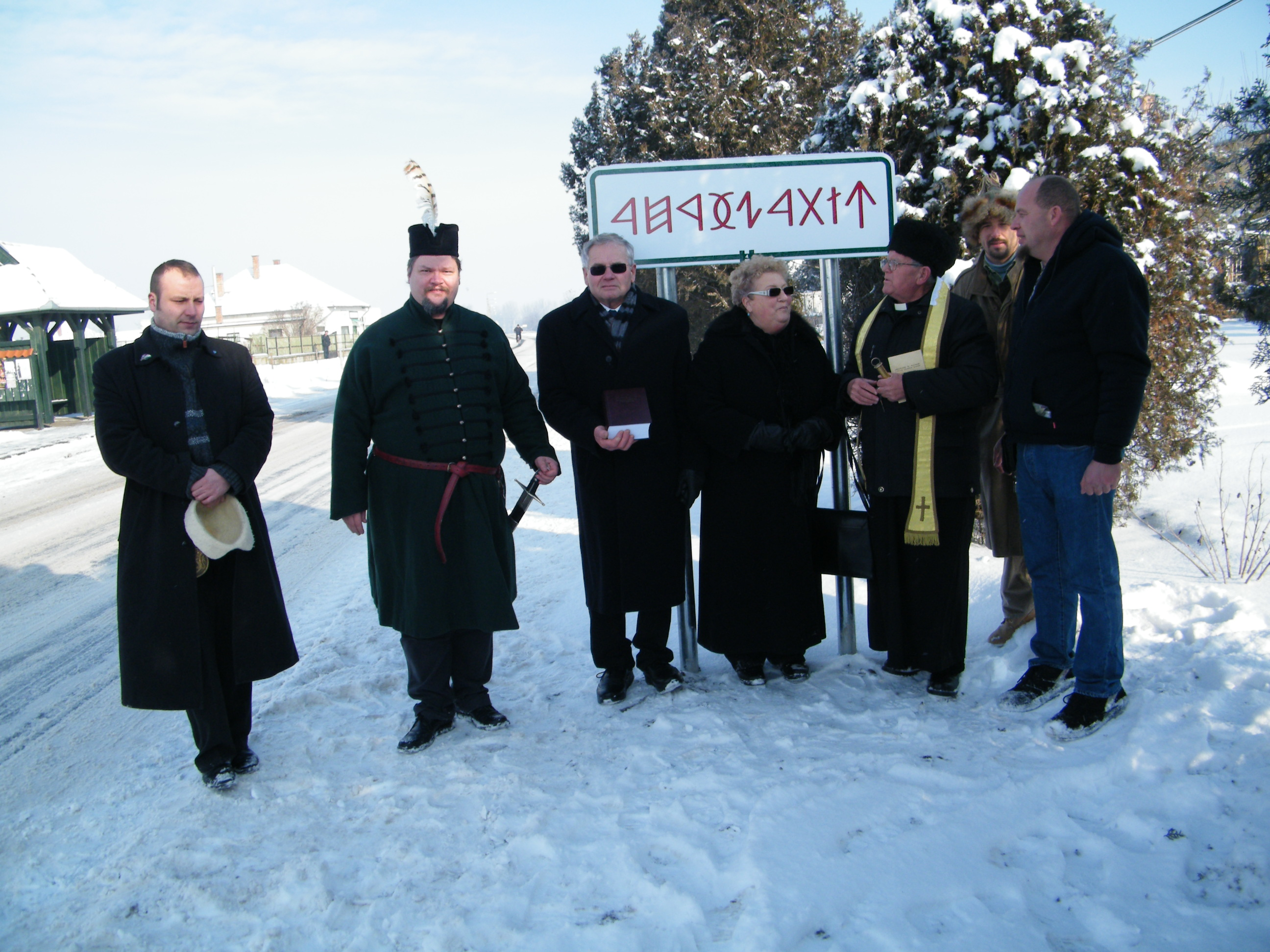
Rovásos helynév-tábla avatás és szentelés Cibakházán (2010.12.19.)